# Nunnock River
Der Nunnock River ist ein Fluss im Südosten des australischen Bundesstaates New South Wales.

## Verlauf
Der Fluss entspringt an den Nordosthängen des Bull Mountain im Nordteil des South-East-Forest-Nationalparks in der Great Dividing Range und fließt nach Nordosten. Bei der Siedlung Killarney am Snowy Mountains Highway mündet er in den Bemboka River.